# Góralek syryjski
Góralek syryjski (Procavia capensis syriacus) – ssak z rodziny góralkowatych, będący podgatunkiem góralka skalnego. Zamieszkuje południową Turcję, Syrię, Liban, Izrael, Jordanię, Synaj i Autonomię Palestyńską.

## Nazewnictwo i występowanie
Podgatunek ten występuje na terenie Bliskiego Wschodu. Znany więc był autorom Biblii. W sumie w Starym Testamencie góralek wymieniany jest cztery razy: Kpł 11,5; Pwt 14,7; Ps 104,18 oraz Prz 30,26. Tekst hebrajski nazywa to zwierzę שָּׁפָן szaphan. Słowo to było różnie tłumaczone na języki narodowe. Mieszkańcy średniowiecznej Europy, szczególnie tłumacze Pisma Św., nie wiedzieli, o jakie zwierzę chodzi. Pierwsze polskie wydania Biblii tłumaczyły hebrajskie שָּׁפָן jako jeż, królik, a nawet borsuk. Góralki jednak nie należą ani do jeżowatych, ani do zającowatych. Nie są też łasicami. Wraz z innymi gatunkami i podgatunkami, które zamieszkują prawie cały kontynent afrykański, stanowią osobną rodzinę góralkowatych (Procaviidae), prawdopodobnie spokrewnioną z trąbowcami (Proboscidea) i lamantynami (Trichechidae).
Arabowie nazywają góralka ghenam, Palestyńczycy i Jordańczycy nusnas.
Góralek syryjski jest podgatunkiem góralka przylądkowego, podobnie jak inne góralkowate z tego gatunku, występuje na półpustyniach, pustyniach oraz stepach. Jego siedliskami są zarówno tereny górzyste jak i równiny. Lubi jednak tereny skaliste. Nie unika terenów rolniczych i zagajników leśnych. Znosi dobrze chłodne zimy (Golan, masyw Hermonu) jak i gorące lata (Dolina Jordanu, Półwysep Synaj).

## Biotop
Zwierzęta te żyją w hordach, dochodzących do 26 sztuk. Grupy te składają się z mniejszych stad, które z kolei złożone są z kilku rodzin. Na czele rodziny stoi dorosły samiec. Na jednego samca może przypadać nawet do 20 samic. Ze względu na nie do końca rozwiniętą termoregulację, góralki wygrzewają się na słońcu, potrafiąc przesiadywać na rozgrzanych skałach nawet po kilka godzin dziennie. Chociaż zwierzęta tego gatunku zazwyczaj przebywają na ziemi, obserwuje się u tego podgatunku wchodzenie na niewysokie krzewy, np. w wąwozie En Gedi (okolice oazay En Gedi) nad Morzem Martwym na Pustyni Judzkiej (zob. zdjęcie).

## Odżywianie
Góralek zjada trawy, zioła, młode pędy i owoce. Nie gardzi larwami i insektami. Góralki palestyńskie, zamieszkujące m.in. wybrzeża Jeziora Galilejskiego, przepadają za owocami fikusów.